# Vitträsket (Råneå socken, Norrbotten, 734776-176208)
Vitträsket är en sjö i Bodens kommun i Norrbotten och ingår i Råneälvens huvudavrinningsområde. Sjön har en area på 0,137 kvadratkilometer och ligger 194 meter över havet.

## Delavrinningsområde
Vitträsket ingår i det delavrinningsområde (734562-176341) som SMHI kallar för Ovan Hummelträskbäcken. Medelhöjden är 118 meter över havet och ytan är 12,74 kvadratkilometer. Det finns inga avrinningsområden uppströms utan avrinningsområdet är högsta punkten. Antbäcken som avvattnar avrinningsområdet har biflödesordning 3, vilket innebär att vattnet flödar genom totalt 3 vattendrag innan det når havet efter 46 kilometer. Avrinningsområdet består mestadels av skog (84 procent). Avrinningsområdet har 0,39 kvadratkilometer vattenytor vilket ger det en sjöprocent på 3,1 procent.